# Kangos
Kangos – miejscowość (tätort) w Szwecji, w regionie administracyjnym (län) Norrbotten, w gminie Pajala. Leży nad rzeką Lainio, około 12 km na północ od jej ujścia do Torne.
Według danych Szwedzkiego Urzędu Statystycznego liczba ludności wyniosła: 245 (31 grudnia 2015), 238 (31 grudnia 2018) i 235 (31 grudnia 2019).